# Chlornaphazin
Chlornaphazin ist eine chemische Verbindung aus der Gruppe der 2-Naphthylaminderivate.

## Eigenschaften
Chlornaphazin ist ein farbloser Feststoff, der sehr gut löslich in Aceton, Benzol, Diethylether und Ethanol ist.

## Verwendung
Chlornaphazin wurde in mehreren Ländern klinisch als Chemotherapeutikum zur Behandlung des Hodgkin-Lymphoms sowie zur Bekämpfung der Polycythaemia vera eingesetzt. Die Verbindung wurde 1948 auf den Markt gebracht und in Skandinavien und Italien eingesetzt. Wegen der Auslösung von Blasenkrebs als Nebenwirkung wird die Verbindung nicht mehr verwendet.

## Regulierung
Über den Safe Drinking Water and Toxic Enforcement Act of 1986 besteht in Kalifornien seit 27. Februar 1987 eine Kennzeichnungspflicht für Produkte, die Chlornaphazin enthalten.